# Дроково (Рязанская область)
Дроково — населённый пункт, входящий в состав Яблоневского сельского поселения Кораблинского района Рязанской области.
Находится в 16 километрах западнее районного центра. Рядом с деревней находятся Дроковский и Чижевский лес упоминаемые в 1303 году. Протекает речка Дроковка.

## Топонимика
Селение могло получить своё наименование либо от Дроковского леса, либо от речки Дроковки.
Также не исключено и происхождение названия от слова драка (первоначально — «выдирание») что означает расчищенное место.

## История
О селище Дрохово говорится в подтвердительной грамоте великого князя Василия Ивановича детям боярина Федора Вердеревского на это и на другие их владения в 1522 году. Деревня Дроковая в качестве вотчины упоминается в платежных книгах Пехлецкого стана 1594–1597 годов.
В ввозной грамоте царя Алексея Михайловича на вотчины детей Вердеревских в декабре 1651 года упоминается деревня Дроковы, под Роковским и Чижовским лесом, на речке Дроковке.
Связано с В. Ф. Одоевским. "В «Жизни…Гомозейки» Одоевский переселяет своего героя в провинцию, предполагая развернуть, судя по сохранившимся отрывкам, широкую панораму провинциального быта, с которым сам тесно соприкоснулся в молодые годы, подолгу живя в отошедшем матушке исконном имении Одоевских Дроково вблизи захолустного Ряжска Рязанской губернии".

## Население
| 1859 | 1906 | 2010 |
| ---- | ---- | ---- |
| 382  | ↗501 | ↘34  |